# Ulla-Stina Westman
Ulla-Stina Westman, född Berg 1927, är en finländsk journalist. Hon ingick 1958 äktenskap med Sten-Olof Westman.
Westman, som är dotter till agronom, filosofie magister Johan Berg och folkskollärare Helfrid Allardt, blev filosofie kandidat 1953 och var överlärare i journalistik vid Svenska social- och kommunalhögskolan i Helsingfors 1967–1990. Hon har skrivit Tretton berättelser om Soc & Kom (1993) och Västersundoms skola 120 år (1995). 